# 白雪 (演员)
白雪（1992年3月19日—）是一位中国演员，毕业于北京电影学院2010级表演系。

## 生平
- 2004年至2009年，白雪就读于江西艺术职业学院舞蹈系，学习舞蹈。
- 2010年，白雪参加艺考，最终以全国第一名的成绩考进北京电影学院，专业为表演系，与张一山、杨紫是同学。

## 演艺经历
2011年在校期间的白雪被导演张艺谋选中，出演抗日战争电影金陵十三钗，白雪在片中饰演十三钗之一的香兰，是十三钗中命运最悲惨的角色之一。12月11日，白雪出席了电影首映典礼。
2016年，在古裝玄幻剧青云志中出演天资聪颖、善良活泼、有义气的周小环一角，该剧是白雪个人的首部古装剧。之后在《青云志2》中，白雪继续扮演周小环一角。

## 影视作品

### 电视剧
| 首播年份 | 剧名             | 角色   | 备注   |
| 2016年   | 《青云志》       | 周小环 |        |
| 2016年   | 《青云志2》      | 周小环 |        |
| 2017年   | 《最佳女配》     | 常语琪 | 網絡劇 |
| 2019年   | 《陸戰之王》     | 程佳佳 |        |
| 2019年   | 《边境线之冷焰》 | 莉莉婭 | 網絡劇 |
| 待播映   | 《封神之天启》   | 妲己   |        |
| 待播映   | 《瑶象传奇》     | 吴若莘 |        |

### 电影
| 上映年份 | 片名           | 角色 | 备注 |
| 2011年   | 《金陵十三钗》 | 香兰 |      |